# Eudes IV de Bourgogne
 (mai 2010).
Pour les articles homonymes, voir Eudes de Bourgogne.
Eudes IV de Bourgogne, né en 1295 et mort le 3 avril 1349 à Sens, est duc de Bourgogne de 1315 à 1349, et comte de Bourgogne et d'Artois de 1330 à 1347. Fils de Robert II, duc de Bourgogne, et d'Agnès de France, il est donc, par sa mère, petit-fils de Saint Louis.

## Biographie

### Prise du pouvoir et lutte avecPhilippeV

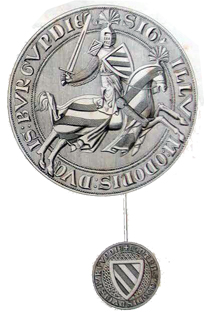

Il succède en 1315 à son frère aîné, Hugues V de Bourgogne. Afin de s'accorder les bonnes grâces de son frère cadet, Louis, le nouveau duc doit céder à celui-ci le château de Duesme et quarante mille livres de rente.
À la mort du roi Louis X de France (1316), il soutient les droits de sa nièce Jeanne, alors âgée de cinq ans, contre le comte Philippe de Poitiers, frère de Louis X, mais il finit par céder, par un traité, signé à Vincennes le 17 juillet 1316, dans lequel il reconnaît Philippe de Poitiers comme régent du royaume. En contrepartie, il épousera la fille aînée de Philippe, qui lui apportera l'héritage de sa mère, le comté de Bourgogne.
À la mort du petit Jean Ier le Posthume le 19 novembre 1316, Philippe de Poitiers se proclame roi de France, sous le nom de Philippe V. Refusant de se rallier à ce dernier, Eudes IV soutient à nouveau les droits de sa nièce, Jeanne II de Navarre, au trône de France et n'assiste pas au sacre du nouveau monarque à Reims. Il conspire même avec les rebelles flamands dans le but de renverser Philippe V. Finalement, les deux hommes parviennent, en 1317, à un nouvel accord : Eudes reçoit, au nom de sa nièce, une rente de quinze mille livres et se voit promettre, au nom de sa fiancée, Jeanne de France, désormais fille du roi, les comtés de Bourgogne et d'Artois, détenus alors par Mahaut d'Artois. Celle-ci était en effet la grand-mère de Jeanne de France.
En 1321, il vend ses droits sur la principauté d'Achaïe (qu'il détenait de son frère Louis, décédé) à Philippe Ier de Tarente.

### Mariage et descendance
Il épouse en 1318 Jeanne de France (1308 † 1347), future comtesse palatine de Bourgogne et d'Artois. De ce mariage, ils ont :
- un fils mort-né en 1322 ;
- Philippe Monsieur, (1323 † 1346) comte de Boulogne et d'Auvergne ;
- Jean (1324 † 1327) ;
- un fils, né en 1327, mort jeune ;
- un fils, né en 1330, mort jeune ;
- un fils, né en 1335, mort jeune.

Il eut aussi de nombreux enfants illégitimes.

### Démêlés avecCharlesIV
En 1322, le duc de Bourgogne se rallie très vite au nouveau roi Charles IV le Bel, frère de Philippe V. Toutefois, il lui réclame peu après le comté de Poitiers au nom de sa femme, cette-ci étant la fille de feu Philippe V, ex-détenteur de ce comté.
Finalement le Parlement tranche en faveur du roi, considérant que la loi des apanages rend ceux-ci réversibles à la couronne de France faute d'héritiers mâles.
Par la suite Eudes réclame, toujours au sujet de l'héritage de Philippe V, le comté de Porcien, sans succès.
En 1323, il prend la défense des intérêts des moines de l'Abbaye de Saint-Martin d'Autun, enjoignant au châtelain de Tréchâteau, de ne plus inquiéter les religieux pour le pré sous l'étang d'Avallon. Quelque temps après, il informe les religieux qu'il renonce à ses prétentions sur ce pré.

### Rôle sousPhilippeVI
En 1328, à la mort de Charles IV le Bel, Eudes soutient à nouveau les prétentions de Jeanne de Navarre au trône de France contre le comte Philippe de Valois.
Il sert néanmoins loyalement ce dernier, devenu Philippe VI, combat les Flamands et est blessé à la bataille de Cassel (1328).
Entre 1329 et 1331, il défend vigoureusement les droits de son épouse Jeanne  au comté d'Artois contre les prétentions de son cousin Robert d'Artois. Il l'emporte après le bannissement de Robert, à la suite de quoi son influence auprès du roi, qui est son beau-frère, devient plus grande. Il entretient une clientèle de conseillers royaux, parmi lesquels le puissant Miles de Noyers.
En 1330, la reine Jeanne de France et comtesse de Bourgogne meurt. Son comté revient à l’aînée de ses héritiers, les enfants qu’elle a eus de Philippe V. Cette aînée, Jeanne III de Bourgogne, est l’épouse d'Eudes IV depuis 1318. Ainsi, pour la première fois, le comté de Bourgogne se retrouve uni au duché. Cette nouvelle gouvernance est accueillie avec défiance par les barons du comté, qui craignent pour leurs libertés ; un sentiment qui débouche sur une guerre ouverte contre le duc-comte. La révolte des barons contre l’autorité ducale connaît alors trois phases : 1335-1337 ; 1342-1343 ; 1346-1348.
Eudes IV défend Saint-Omer en 1340 contre Robert d'Artois, puis aide Charles de Blois dans le conflit qui l'oppose à Jean de Montfort. À cette époque, il fait partie des conseillers choisis pour encadrer le duc de Normandie, le fils aîné de Philippe VI. En 1346, il participe au siège d'Aiguillon, mené par Jean de Normandie. C'est au cours de ce siège que son fils Philippe meurt à la suite d'une chute de cheval alors qu'il franchissait un fossé.

### La crise artésienne de 1346
Fin 1346, Eudes et son épouse Jeanne font face à la défiance croissante des nobles et des bourgeois du comté d'Artois. Ceux-ci, accablés par les passages de l'armée anglaise et des impôts jugés trop lourds, sont déçus par leurs suzerains et demandent le rattachement du comté au domaine royal, et donc de se placer sous la protection de Philippe VI. Celui-ci refuse l'annexion pure et simple afin de ne pas indemniser le duc de Bourgogne, mais le 2 décembre 1346 il met l'Artois « dans sa main », c'est-à-dire qu'il prend le gouvernement du comté sans toucher aux droits et à la propriété du duc. De plus, le roi assure que l'argent prélevé sur les Artésiens sera consacré à la défense de leur province, ce que ne faisaient pas Eudes et Jeanne. Ces derniers sont contraints d'accepter la décision royale. En effet, le crédit du duc est alors bien entamé à la cour. Considéré comme un des responsables des défaites de 1346, Bourgogne tombe dans une semi-disgrâce.
Toutefois, Eudes IV ne se résout pas à la perte de l'Artois, et après maintes pressions sur le roi obtient au bout de trois semaines la levée de la mainmise royale sur le comté.

### Fin de règne
En 1347, son épouse meurt et son petit-fils Philippe de Rouvre récupère l'héritage de sa mère. La même année il conclut une alliance avec Amédée VI de Savoie dans une expédition dans le Piémont. Toujours en 1347, le duc doit faire face à un soulèvement des barons franc-comtois, alliés aux bourgeois de Besançon. Il parvient à les vaincre mais avec beaucoup de difficultés.
Eudes IV meurt subitement à Sens le vendredi 3 avril 1349.

## Relations familiales avec les rois de France
Par sa sœur aînée Marguerite (1290-1315), il était le beau-frère du roi de France Louis X le Hutin et l'oncle de la future reine de Navarre Jeanne II, cette dernière étant également la cousine de sa femme Jeanne de France. Par cette dernière, il devient le gendre du roi Philippe V et de Jeanne II de Bourgogne, comtesse d'Artois.
Par sa sœur cadette Jeanne, il fut le beau-frère de Philippe VI, premier roi issu de la branche capétienne des Valois.

## Dans la fiction
Eudes IV de Bourgogne est un personnage secondaire de la saga historique Les Rois maudits de Maurice Druon, apparaissant brièvement dans La Loi des mâles. Dans l'adaptation télévisée de la saga de 1972, il est personnifié par l'acteur Georges Riquier, alors que dans l'adaptation de 2005, c'est C. Florescu qui l'incarne.